# Élections de la délégation financière algérienne de 1898
Les élections de la délégation financière algérienne de 1898 sont les premières élections locales s'étant déroulée en Algérie pendant la période coloniale française pour désigner les représentants de la nouvelle délégation financière.

## Contexte
Depuis 1881, suivant une logique d'intégration de l'Algérie, les services administratifs coloniaux sont maintenant rattachés aux ministères métropolitains, mais l'Algérie n'a alors aucune personnalité morale et le budget est compris dans la loi de finance du Parlement. En 1874 puis en 1889, les juges musulmans cadis ne sont plus que compétents sur les questions de statut personnel et de successions. Il existe aussi une union douanière complète avec le reste de la France. En 1882, les colons critiquent cette politique d'assimilation et préférant participer aux affaires. La crise économique de 1894 accentue cette revendication, notamment des petits propriétaires contre les plus grands mais aussi par une augmentation de l'antisémitisme en lien notamment avec l'affaire Dreyfus. Les élections législatives de 1898 mène d'ailleurs  Édouard Drumont à la députation d'Alger avec trois autres antijuifs sur les cinq sièges de l'Algérie.
En août 1898, à l'occasion de réformes financières et pour apaiser les colères, le gouverneur général Édouard Laferrière ainsi que le Président de la République Félix Faure décident d'instituer les délégations financières pour décider du budget de l'Algérie française et notamment décider les taux et les assiettes de l'impôt. Le caractère du budget de l'Algérie est celui d'une collectivité locale décentralisée. Elle est alors une entité administrative beaucoup plus vaste qu'une collectivité locale ordinaire, commune ou département, de telle sorte que peu à peu son budget prend une dimension à caractère véritablement étatique. À l'instar des colonies françaises, dont le régime financier sera établi par la loi du 13 avril 1901, le projet de budget de l'Algérie est établi par le gouverneur général sous le contrôle des ministres de l'Intérieur et des Finances.
Par arrêté du 12 novembre 1898, Edouard Laferrière, fixe les élections aux Délégations Financières au 4 décembre 1898 pour le premier tour et au 11 décembre 1898 pour le second tour.

## Mode de scrutin
L'élection suit une triple séparation entre Français colons, non-colons et les Algériens dans trois collèges d'électeurs différents. Les colons sont l'ensemble des Français d'Algérie chefs d'exploitation agricole, tandis que les non-colons sont des Français d'Algérie inscrits au rôle de la taxe foncière pour un immeuble urbain. Tous les électeurs doivent avoir 25 ans et pour les Français, l'être depuis 12 ans, diminuant ainsi la place des néo-Français (- 36 %).
Chaque collège élit 24 membres, à raison de 8 par département. Le collège colon élit les délégués au suffrage universel tandis que le collège non-colon utilise un scrutin individuel.
Enfin, les Algériens sont représentés par une délégation de 21 membres. Elle est composée de 9 délégués, 3 par départements, élus par les conseillers municipaux indigènes des communes de plein exercice et par les membres indigènes des commissions municipales de communes mixtes, soit environ 5 000 électeurs. Ainsi que 6 Commissaires du Gouvernement des territoires de commandement, deux par départements, désignés par le gouverneur sur suggestion du général et enfin 6 délégués Kabyles. Les délégués sont élus pour six ans et renouvelables par moitié tous les trois ans.

## Résultats
Dans le département d'Alger, la participation électorale ne dépassa 50 % que dans quatre sur huit circonscriptions des colons et dans une seule des huit circonscriptions des non-colons. Les élections furent très peu disputées, 41 des 48 sièges furent pourvus dès le premier tour. Les sept sièges en ballottage intéressèrent moins encore les électeurs lors du second tour. Ainsi, dans la 2ᵉ circonscription des non-colons d'Alger, il y eut près de 200 votants de moins qu'au premier tour. Dans la 5ᵉ circonscription des non-colons d'Oran, Martin Jalras l'emporte de justesse sur le candidat « antijuif », mais il n'y a que 1 339 votants sur les 3 197 inscrits. Marcel Christofle est élu au second tour délégué non-colon de Constantine dans l'indifférence générale, 1 000 électeurs exactement se sont déplacés sur les 2 877 inscrits.
Les élus algériens sont surtout des élites économiques et militaires cherchant à préserver leurs coutumes et privilèges économiques et politiques.
Les Commissaires du Gouvernement sont Joseph Bouvagnet, ancien secrétaire général de Jules Cambon, précédant gouverneur, et conseiller rapporteurs du gouvernement d'Alger, Dormoy, inspecteur général de la Colonisation, Reïbell, chef du Service des Affaires indigène du Gouvernement Général, Henri de Peyerimhoff, auditeur au Conseil d'État et directeur du Cabinet civil du Gouvernement. Lacroix, capitaine attaché au Service des affaires indigènes et Depont, administrateur attaché au Service des affaires indigènes .

## Conséquences
La première session s'est ouverte le 15 décembre 1898 dans le Grand Salon du Palais d'Hiver. La délégation n'a qu'une vocation purement consultative, mais permit aussi de diviser le front antijuif et autonomiste. Une loi fut ensuite en préparation pour donner l'autonomie financière à l'Algérie, tandis que certains non-colons souhaitaient un ministère algérien et un Gouvernement algérien avec une constitution, qui fut rejeté par le cabinet. La loi du 19 décembre 1900 donne l'autonomie financière et obtient la personnalité civile, la métropole gardant la charge des dépenses militaires et des fonctionnaires ainsi que celles des chemins de fer. Le budget était cependant d'abord préparé par le gouverneur que les Délégations ne pouvaient qu'amender. De plus, une loi organique devait préciser le rôle des assemblées.

## Sources et références
1. 1 2  « La Tafna : journal de l'arrondissement de Tlemcen », sur Gallica, 31 août 1898 (consulté le 30 juin 2020)
2. 1 2  Charles-Robert Ageron, « L’évolution administrative et politique de 1871 à 1902 », dans Histoire de l'Algérie contemporaine. 1871 - 1954, Paris, Presses Universitaires de France, 1979 (lire en ligne), p. 17-72
3. ↑  Algérie (Période coloniale) Délégations financières Auteur du texte, « Délégations financières algériennes / Gouvernement général de l'Algérie » , sur Gallica, 1er novembre 1899 (consulté le 16 octobre 2023), p. 5